# Kostrce
Kastërc en albanais et Kostrce en serbe latin (en serbe cyrillique : Кострце) est une localité du Kosovo située dans la commune/municipalité de Theranda/Suva Reka et dans le district de Prizren/Prizren. Selon le recensement de 2011, elle compte 442 habitants, tous albanais.

## Histoire
Sur le territoire du village se trouvent les vestiges de fortifications remontant à l'Antiquité tardive et au Moyen Âge ; ces ruines sont proposées pour une inscription sur liste des monuments culturels du Kosovo.

## Démographie

### Évolution historique de la population dans la localité
| 1948 | 1953 | 1961 | 1971 | 1981 | 1991 | 2011 |
| ---- | ---- | ---- | ---- | ---- | ---- | ---- |
| 163  | 177  | 161  | 210  | 295  | 388  | 442  |

|  |